# كارلوتا فريمان
كارلوتا فريمان (بالإنجليزية: Carlotta Freeman)‏ هي ممثلة أمريكية، ولدت في 1 يونيو 1877 في تشارلستون في الولايات المتحدة، وتوفيت في 11 يونيو 1954 في نيويورك في الولايات المتحدة.